# Neue Zürcher Zeitung

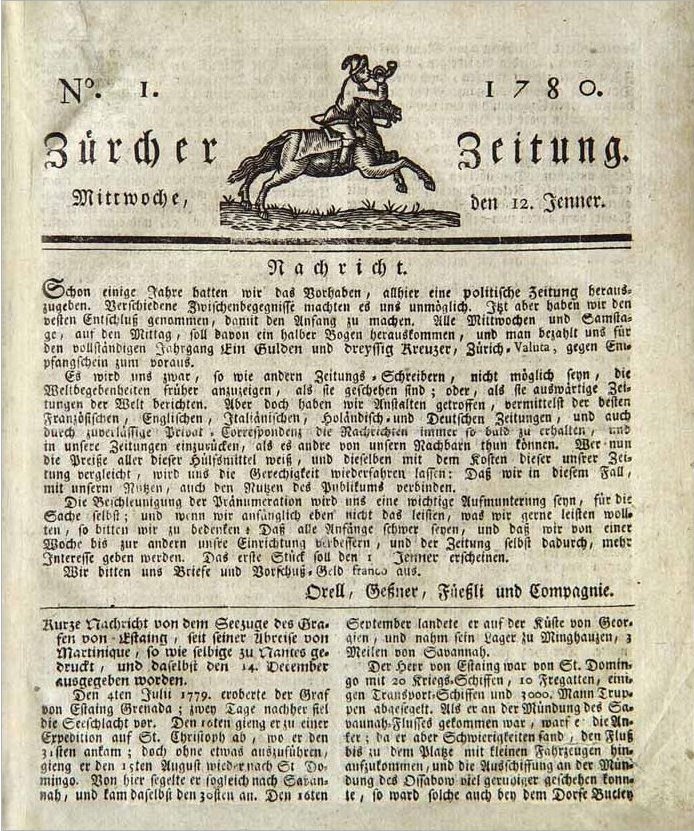
Strona tytułowa 1. numeru „Zürcher Zeitung” z 12 stycznia 1780

Neue Zürcher Zeitung (NZZ) – niemieckojęzyczny dziennik szwajcarski wydawany w Zurychu.
Gazeta została założona przez Solomona Gessnera i jest wydawana od 12 stycznia 1780. Powstała z połączenia dwóch stołecznych tytułów: Ordinari i Montag-Zeitung. Początkowo ukazywała się pod nazwą „Zürcher Zeitung”, a w 1821 roku została przemianowana na „Neue Zürcher Zeitung”.
Priorytetem gazety w pierwszych latach istnienia było dostarczanie Szwajcarom informacji z innych krajów. Jej korespondentami byli: Gotthold Ephraim Lessing, Johan Gottfried Herder, Christoph Martin Wieland, Heinrich von Kleist i Georg Büchner. Redakcja intensywnie namawiała do współpracy również Johanna Wolfganga Goethego. Udało się jednak zrelacjonować jedynie jego spotkanie z Napoleonem Bonaparte, 2 października 1808 roku w Erfurcie.
W 2003 roku przeprowadzono sondaż na najpopularniejszą gazetę świata, na terenie 50 krajów. Neue Zurcher Zeitung zajął trzecie miejsce po New York Times i Financial Times.